# Johann Caspar Beeg

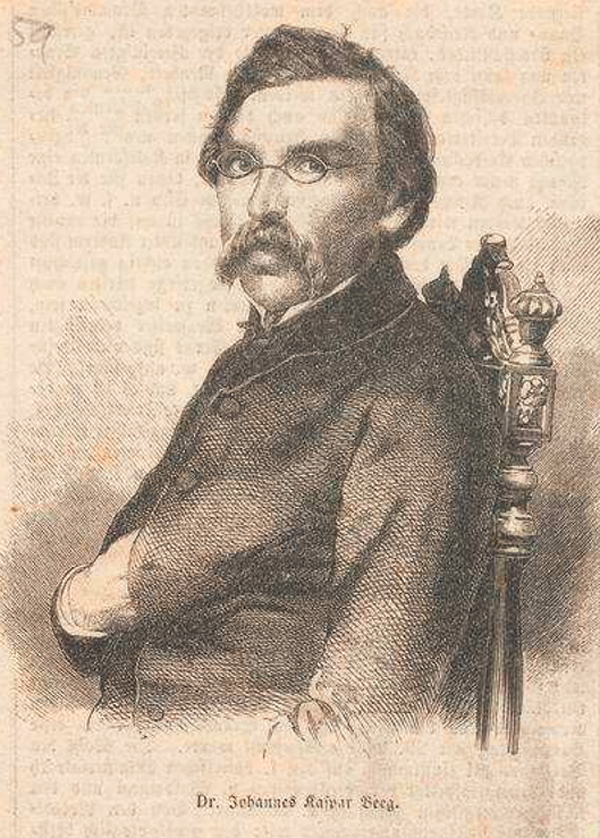
Bildausschnitt von Johann Caspar Beeg (1809–1867)

Johann Caspar Beeg (* 4. Oktober 1809 in Nürnberg; † 26. Januar 1867 ebenda; auch Johann Kaspar Beeg) war ein bayerischer Lehrer, Publizist und Technologe, ab 1864 Ehrenbürger der Stadt Fürth.

## Leben
Johann Caspar Beeg wurde 1809 in Nürnberg als Sohn eines Seifensieders geboren. Er besuchte ab 1826 das Seminar in Altdorf um sich auf den Beruf des Lehrers vorzubereiten.
Nachdem Beeg im Anschluss in Nürnberg und München als Lehrer gearbeitet hatte, ging er 1834 als Schul- und Seminar-Inspektor nach Griechenland, machte Reisen in der europäischen und asiatischen Türkei, kehrte 1835 nach Deutschland zurück und lebte drei Jahre lang als Privatsekretär und Hauslehrer bei Joseph Ludwig von Armansperg auf Schloss Egg.
Trotz verschiedener vorteilhafter Stellenangebote ging er 1839 nach München, um dort an der polytechnischen Schule (die heutige Technische Universität) und der Universität zwei Jahre zu studieren.
Beeg war von 1840 bis 1844 als Erzieher im Hause des Grafen Rechberg-Rothenlöwen auf dessen Gut Donzdorf in Württemberg tätig. An der Gewerbeschule in Fürth erhielt Beeg 1844 eine Lehrerstelle und wurde bald darauf deren Rektor. Beeg entwarf 1845/46 in seinem Aufsatz „Die Form“ ein Konzept zur Gewerbeförderung in Bayern. Bereits in seiner Antrittsrede warb er für die Errichtung des späteren „Bayerischen Gewerbemuseums“, dessen geistiger Vater er somit war.
Von 1850 an war er mit Mathilde Beeg, der Tochter von Hans von und zu Aufseß, verheiratet. In dessen Auftrag setzte er sich für die Gründung des „Germanischen Nationalmuseums“ in Nürnberg ein. Seine Besuche der großen Industrieausstellungen wie der Ersten Allgemeinen Deutschen Industrieausstellung München 1854 sowie der ersten Weltausstellungen, der Great Exhibition in London 1851, der Exposition Universelle in Paris 1855 und der London International Exhibition on Industry and Art in London 1862 konkretisierten seine Vorstellungen. Bei den Weltausstellungen in London und Paris übernahm er im Auftrag der bayerischen Regierung wichtige Funktionen. Als Gewerbeförderer bemühte er sich mit großem Erfolg darum, die Fürther Brillenindustrie auf eine neue Grundlage zu stellen. Zudem engagierte er sich für die Einführung einer neuen Methode zur Herstellung von Spiegeln ohne die Verwendung des gefährlichen Quecksilbers.
1858 wurde er zum königlichen Gewerbskommissär ernannt, und 1863 folgt die Ernennung als Gewerbskommissär der Stadt Nürnberg. Zwei Jahre nach seinem Tod im Jahre 1867 wurde 1869 das Bayerische Gewerbemuseum gegründet.

## Familie
Aus seiner Ehe gingen viele Kinder hervor. Seine 1855 geborene Tochter Marie Beeg war wie die Mutter Schriftstellerin sowie Illustratorin, Gunda Beeg (1858–1913) gehörte zu den Gründerinnen der Reformbewegung, und der 1861 geborene Sohn Hermann Beeg war ein bayerischer Generalleutnant im Ersten Weltkrieg.

## Ehrungen
- Dr.-Beeg-Straße (bis 1933 Jägerstraße) Straße in der Fürther Südstadt
- Großherzogliche hessische goldene Verdienstmedaille für Kunst und Wissenschaften
- 1844 Königlich bayerischer Michaelsorden
- 1862 Königlich österreichischer Franz-Joseph-Orden
- 1863 Königlich württembergisches Ritterkreuz des Friedrichs-Orden
- 1864 Ehrenbürger der Stadt Fürth
- 1865 Kaiserlich französischer Orden der Ehrenlegion[3]

## Werke
Ab 1858 war Beeg fast 10 Jahre lang Redakteur der Fürther Gewerbezeitung. Daneben verfasste er viele kleine Abhandlungen zu technischen Themen und Publikationen wie „Die Reformfrage des Gewerbwesens in Baiern“ (1860) und „Gedenkbuch des in Nürnberg begangenen Sängerfestes“ (1861). In seinem Nachlass fand sich eine „Industriegeschichte Baierns“ im Manuskript.